# Womanizer (pesem)
»Womanizer« je pesem ameriške glasbenice Britney Spears z njenega šestega glasbenega albuma, Circus. Kot glavni singl z albuma je pesem preko založbe Jive Records izšla 26. septembra 2008. Pesem, ki sta jo napisala in producirala Nikesha Briscoe ter Rafael Akinyemi iz glasbene skupine The Outsyders, so zaradi prezgodnjega izida na internetu posneli dvakrat. Pesem »Womanizer« je elektropop pesem s hitrim tempom. Britney Spears jo je opisala kot dekliško himno, njeno besedilo pa govori o zapeljivem moškem, ki mu da protagonistka pesmi vedeti, da ve, kdo je v resnici.
Pesmi »Womanizer« so glasbeni kritiki dodelili v glavnem pozitivne ocene. Velikokrat so pohvalili refren in besedilo, singl pa so sprejeli kot njeno uradno vrnitev na glasbeno sceno. Pesem »Womanizer« je uživala v velikem komercialnem uspehu, saj je zasedla vrh belgijske, kanadske, danske, finske, francoske, norveške, švedske in ameriške glasbene lestvice. Uvrstila se je tudi na eno izmed prvih desetih mest lestvic v Avstraliji, na Japonskem, Novi Zelandiji in v mnogih drugih evropskih državah. V Združenih državah Amerike je pesem »Womanizer« postala prvi singl Britney Spears po njenem debitantskem singlu, »...Baby One More Time« (1999), ki je na državni glasbeni lestvici zasedel prvo mesto. S 3,1 milijoni digitalno prodanih kopij je tudi njen najbolje digitalno prodajan singl v državi.
Videospot za pesem, ki ga je režiral Joseph Kahn, je Britney Spears ustvarila kot nadaljevanje videospota za pesem »Toxic«. Prikazuje jo kot žensko, ki se zakrinka v različne kostume in sledi svojemu fantu ter ga opazuje ob njegovih dnevnih dejavnostih in ga nazadnje razkrinka. Videospot vključuje vmesne prizore, v katerih se Britney Spears prikaže gola v nekaterih sobah, kar naj bi bil odziv na govorice, da se je v zadnjih letih preveč zredila. Videospot je prejel pozitivne ocene s strani glasbenih kritikov in tudi slednjega so obravnavali kot vrnitev Britney Spears v njeno prejšnjo obliko. Videospot so leta 2009 nominirali za dve nagradi MTV Video Music Awards in eno, v kategoriji za »najboljši pop videospot«, je tudi prejel.
Lastno različico pesmi je posnelo mnogo različnih glasbenikov, kot so Lily Allen, Franz Ferdinand in Girls Aloud. Britney Spears je pesem »Womanizer« izvedla v mnogih televizijskih oddajah, kot sta The X Factor in Good Morning America, pa tudi na podelitvi nagrad Bambi Awards leta 2008. S pesmijo je nastopila tudi na turnejah The Circus Starring Britney Spears (2009) in Femme Fatale Tour (2011), kjer je imela oblečen policijski kostum, v ozadju pa so se prikazovale različne fotografije. Leta 2010 je bila pesem nominirana za grammyja v kategoriji za »najboljše dance delo«, vendar je nagrado nazadnje prejela Lady Gaga s svojim singlom »Poker Face«.

## Ozadje
Pesem sta napisala in producirala Nikesha Briscoe ter Rafael Akinyemi iz glasbene skupine The Outsyders. Britney Spears je vokale zanjo posnela skupaj z Brendanom Dakoro v studiu Glenwood v Burbanku, Kalifornija, ter skupaj z Bojanom »Geniusom« Dugicem v studiu Legacy v New York Cityju. Dodatno urejanje je opravil John Hanes, katerega asistent je bil Tim Roberts. 19. septembra 2008 so na uradni spletni strani radijske postaje 107.5 The River iz Lebanona, Tennessee izdali odlomek pesmi slabe kvalitete. Po podatkih založbe Jive Records so predvajali remix pesmi, ki ga kasneje niso uradno izdali. Tudi odlomek so nazadnje odstranili s spletne strani. Pesem naj bi se premierno predvajala 23. septembra 2008, vendar so izid prestavili, ker je Britney Spears morala pesem posneti še enkrat. Novo različico pesmi je posnela skupaj z Jimom Beanzom in Marcello »Ms. Lago« Araico. Remix pesmi je nazadnje posnel Serban Ghenea v studiu MixStar v Virginiji. Pesem »Womanizer« so na radijskih postajah uradno izdali 26. septembra 2008. Nekaj dni kasneje je Britney Spears posnela intervju z newyorško radijsko postajo Z100, kjer je dejala: »Pravzaprav pojem: 'Vem, kaj načrtuješ.' Govori o moških, ki varajo svoja dekleta, je prava dekliška himna. Zato mi je tako všeč.«

## Sestava
Pesem »Womanizer« je elektropop pesem hitrega tempa z velikim poudarkom na sintetizatorju ter elementi dance glasbe. Primerjali so jo s prejšnjimi pesmimi Britney Spears, kot sta »Toxic« (2003) in »Ooh Ooh Baby« (2007). Napisana je z značilnim refrenom. Po mnenju Ann Powers iz revije Los Angeles Times je »hitri vokal« Britney Spears v pesmi podoben vokalom skupine The Andrews Sisters. Novinar revije Daily News, Jim Farber, je napisal, da je Britney Spears s pesmijo ustvarila »zabaven ton«. Po refrenu Britney Spears še enkrat zapoje prvo kitico in ko se pesem konča, še enkrat izreče verz: »Si ženskar, ljubček« (»You’re a womanizer, baby«). Pesem je napisana v c-molu in sestavlja jo procesija akordov C#m-F#m-E-Eb-D. Besedilo govori o zapeljivem moškem. Nekateri glasbeni kritiki so menili, da pesem govori o bivšem možu Britney Spears, Kevinu Federlineu.

## Sprejem kritikov
Peter Robinson iz revije The Observer je pesmi dodelil pet zvezdic od petih in jo označil za »singl, s katerim se je vrnila«, po njegovem mnenju pa ima »genijalni refren«. Dodal je še, da so pesem »označili za leno, ljudi pa obveščajo, da je pesem podobna Kyliejinim 'la la lajem, ki bi jih bilo bolje zamenjati s pravimi besedami, kar pa seveda ni res.« Novinar revije Popjustice je pesem primerjal s singlom »Some Girls« Rachel Stevens in dodal: »Pesem ima zares močen zvok za zagotovo vrnitev, ki pa se v zadnjem času ni zares zgodila in lahko bi ga označili tudi za pozen predlog za singl leta. [...] V bistvu je zelo dober.« Myrddin Gwynedd iz revije The New Zealand Herald je napisal: »Ta pesem bo zagotovo postala velika uspešnica.« 24. novembra 2008 je revija Derby Telegraph pesem izbrala za singl tedna. V oceni albuma je Nekesa Mumbi Moody iz revije The Providence Journal napisala, da je pesem skupaj s pesmijo »Shattered Glass« »zabavna pesem za disko«.
Steve Jones iz revije USA Today je pesem označil za eno izmed najboljših pesmi z albuma ter dodal, da se »zdi, da se pevka ob draženju oboževalcev počuti popolnoma dobro«. Talia Kraines z BBC-ja je menila, da Britney Spears potrebuje več pesmi, kot je »Womanizer«: »Britney 2.0 mora še naprej ustvarjati takšne pesmi za ples.« Simon Price iz revije The Independent je menil, da zaradi elektronskih zvokov v pesmi singl spominja na dela glasbene skupine Goldfrapp. Ann Powers iz revije Los Angeles Times je pohvalila besedilo pesmi in predstavitev slednje Britney Spears, besedilo pa naj bi bilo »neke vrste spodbuda dekletom, govori pa o zapeljivem moškem, pesem sama pa je nagajiva in odrasla hkrati - je bolj feministična kot individualna.« Mike Newmark s spletne stvari PopMatters je pesem označil za »sočno, visokonapetostno mešanico vseh pomembnejših pesmi skupine Outsyders, ki je opravil odlično delo z ustvarjanjem kemije med Spearsovo in Danje za njen prejšnji singl, 'Gimme More'.«
Bill Lamb s spletne strani About.com je menil, da Britney Spears na pesmi izžareva samozavest, vendar da pesem sama »neke vrste šibek poskus oponašanja Katy Perry v Britneyjinem klasičnem popu z začetka njene kariere.« Kasneje je pesem »Womanizer« označil za tretjo najbolj zoprno pesem leta 2008. Jim Farber iz revije Daily News je napisal, da je kitica pred refrenom najboljša ponavljajoča kitica pop pesmi od kitice s pesmi glasbene skupine The Shaggs »Gimmie Dat Ding«. Jim Abbott iz revije Orlando Sentinel je pesem označil za »pravzaprav odrasel dodatek k njenim najstniškim pop pesmim«. Ian Watson iz revije Dotmusic je napisal, da je Britney Spears zvenela »kot ujeta v singlu. Ne ujeta kot razočarana ali zmedena, temveč dobesedno ujeta, zamrznjena – kot da so jo postavili v robotsko produkcijo in te besede je zapela ter pravzaprav niti ni bila tako napačna, vsaj ne dokler blišč ni izginil in se tovarna zvezd ni zaprla.« Pesem je bila 2. decembra 2008 na 52. podelitvi grammyjev nominirana za grammyja v kategoriji za »najboljše dance delo«. Britney Spears je grammyja v tej kategoriji dobila že leta 2005 za pesem »Toxic«. Kakorkoli že, nazadnje je nagrado prejela Lady Gaga za pesem »Poker Face«.

## Dosežki na lestvicah
Na ameriški glasbeni lestvici, Billboard Hot 100, je pesem debitirala 8. oktobra 2008 na devetinšestdesetem mestu, že naslednji teden pa je skočila na prvo mesto lestvice in tako podrla rekord za najvišji skok na prvo mesto lestvice ter tako prekosila T.I.-jevo pesem »Live Your Life« ter singl »Beautiful Liar« Beyoncé in Shakire. Rekord je kasneje podrla Kelly Clarkson s pesmijo »My Life Would Suck Without You«. Istega tedna je z 286.000 digitalno prodanimi izvodi postala najbolje prodajana pesem ženske izvajalke, odkar je Nielsen SoundScan leta 2003 pričel spremljati digitalno prodajo pesmi, s čimer je prekosila pesem Mariah Carey, »Touch My Body«. Rekord je 27. januarja 2010 podrla Taylor Swift s pesmijo »Today Was a Fairytale«. Pesem »Womanizer« je bila prva pesem Britney Spears, ki je zasedla prvo mesto na ameriški glasbeni lestvici po njenem prvencu, »...Baby One More Time«, izdanem leta 1999. 3. januarja 2009 je pesem zasedla prvo mesto lestvice Billboard Pop Songs ter šesto mesto lestvice Billboard Radio Songs. Julija 2009 je pesem zasedla devetintrideseto mesto na seznamu digitalno najbolje prodajanih pesmi vseh časov z več kot 2.777.600 digitalno prodanimi kopijami. Pesem »Womanizer« je v Združenih državah Amerike do danes digitalno prodala 3,1 milijonov kopij izvodov.
Na kanadski glasbeni lestvici je pesem 18. oktobra 2008 debitirala na vrhu in tam ostala še pet zaporednih tednov. Pesem »Womanizer« je 13. oktobra 2008 debitirala na šestnajstem mestu avstralske lestvice. Tri tedne kasneje je na lestvici zasedla peto mesto. Za 70.000 prodanih izvodov v državi je pesem kasneje prejela platinasto certifikacijo s strani organizacije Australian Recording Industry Association (ARIA). Na novozelandski lestvici je pesem 27. oktobra 2008 zasedla deveto mesto. Kasneje je za več kot 7.500 prodanih izvodov v državi singl prejel zlato certifikacijo s strani organizacije Recording Industry Association of New Zealand (RIANZ). Pesem je 9. novembra 2008 debitirala na četrtem mestu britanski lestvici, štiri tedne kasneje pa tam zasedla tretje mesto. 16. januarja 2009 je prejela zlato certifikacijo s strani organizacije British Phonographic Industry (BPI) za 200.000 prodanih izvodov v državi. Po podatkih organizacije The Official Charts Company je pesem tam prodala 400.000 izvodov. Pesem »Womanizer« je zasedla tudi vrh mnogih evropskih glasbenih lestvic, vključno z belgijsko (flandrsko), dansko, finsko, francosko, norveško in švedsko lestvico. Uvrstila se je tudi na eno izmed prvih desetih mest na lestvicah v Belgiji (Valoniji), na Češkem, v Italiji, Španiji in na Nizozemskem. Poleg tega je pesem postala šesta najuspešnejša pesem Britney Spears v Evropi.

## Videospot

### Razvoj
Videospot so posneli 24. in 25. septembra 2008 v Los Angelesu, Kalifornija. Režiral ga je Joseph Kahn, ki je z Britney Spears sodeloval že pri snemanju videospotov za pesmi »Stronger« in »Toxic«. Kot je povedal Joseph Kahn, ga je Britney Spears za režiranje videospota pesmi izbrala zaradi izvirne zgodbe, katere veliko elementov je bilo vključenih v končno verzijo. Britney Spears je, kot je povedala v svojem dokumentarnem filmu Britney: For the Record, na videospot gledala kot na nadaljevanje videospota za pesem »Toxic«, Joseph Kahn pa je v filmu dejal, da je videospot »odgovor« na njun prejšnji skupni videospot. Dodal je: »Z videospotom za pesem 'Toxic' je razjasnila svojo kariero takrat, [...] Vključuje pa elemente in trenutke, za katere sem menil, da jih lahko izboljšam. [Pesem 'Womanizer'] je malce modernejša.« O tem, kako so zgodbo videospota povezali z njenimi prejšnjimi deli, je Jospeh Kahn povedal: »Vse skupaj je samo velika dekliška fantazija. So stvari, ki ji gredo odlično od rok, kot to, da ima čut za to, kar si dekleta želijo. [...] Zvok je veliko bolj odrasel, besedilo tudi, in vedno je imela enkratne ideje. Zaveda se svojega vpliva na pop kulturo.« Kostume in videz vseh ljudi, ki so se pojavili v videospotu, sta izbrala Britney Spears in Joseph Kahn osebno. Prizore v savni je predlagal Joseph Kahn, ki se je z njimi želel odzvati na govorice, da se je Britney Spears zelo zredila. Dejal je: »Vedel sem, da si bo videospot ogledal cel svet, zato sem si želel ustvariti nekaj, kar bi govorilo: 'To je Britney in morali bi jo spoštovati!'« Ob snemanju teh prizorov, ki so jih posneli v dveh urah, je bil prisoten samo Joseph Kahn. Režiser se je odločil, da se bo videospot končal z nasmeškom Britney Spears, saj »smo morali vsem povedati, da je v redu«. 10. oktobra 2008 je ABC med serijo 20/20 izdal cenzurirano verzijo videospota. Necenzurirano verzijo so še istega dne predvajali na MTV-ju.

### Zgodba
Videospot se prične z napisom »Womanizer«. Med uvodom se prikaže naga Britney Spears v savni, kjer se zakriva z rokami. Te vmesne prizore se opazi čez celoten videospot. Ko se prične prvi verz, Britney Spears z blond lasuljo, oblečena v večerno obleko, pripravlja zajtrk za svojega fanta (zaigral ga je fotomodel Brandon Stoughton), ki se odpravlja v službo. Ko je v pisarni, vidi novo tajnico, ki pa je pravzaprav Britney Spears z velikimi očali in dolgim krilom. Pred njim prične plesati ter peti refren pesmi. Sledi mu v fotokopirnico, kjer fotokopira svojo zadnjico. V ozadju se opazi čudaškega moškega, ki se je pojavil tudi v prizoru na letalu za videospot »Toxic«. V restavraciji se Britney Spears našemi v rdečelaso natakarico. Skupaj s plesalci pleše okoli njega in ga draži čez pult. Nato ga odpelje domov, oblečena v šoferko. Med vožnjo z avtomobilom se pričneta poljubljati in dokler ne prideta domov, avto vozi s peto. Ko prideta do njene spalnice, mu razkrije, da je sama igrala vse tri ženske, ki jih je »zapeljeval«. Nato ga prične napadati. Prikažejo se vsi trije alter egi Britney Spears in nazadnje še prava različica nje same. Čez svojega fanta vrže odejo in tako postelje posteljo. Videospot se konča z njenim nasmehom.

### Sprejem
Bill Lamb s spletne strani About.com je videospot za pesem označil za »po vsej verjetnosti enega izmed najboljših videospotov v karieri Britney Spears«. Margeaux Watson iz revije Entertainment Weekly je dejala, da pesem »izgleda super. [...] Plesanje je togo in minimalno, vsepovsod pa se zanaša samo na obleke, ki pa nas razočarajo. Vendar se je vrnila Britney, ki jo ljubimo - čudovita, igriva in zapeljiva.« Novinar revije OK! je napisal, da »videospot prikazuje tri različne seksi verzije Britney [...] Naoljena Britney se zvija po videospotu z nasmehom«. Novinar revije Rolling Stone je napisal, da je videospot »mešanica videospota za pesem 'Toxic' in serije Pisarna« ter dodal, da »pleše [in] izgleda kot stara Britney«. Courtney Hazlett s spletne strani msnbc.com je napisala: »Ko se Britney Spears ne pokaže gola ali se ne zvija po raznih sobah, zažiga.« Novinar Adam Bryant iz revije TV Guide je napisal, da »videospot izgleda nekoliko bolj strateško postavljena v roke zgodovine videospotov [...] Videospot je vrnitev pop zvezdnice s težavami v njeno prvotno formo.« Videospot za pesem »Womanizer« je postal svetovna uspešnica takoj po izidu na internetu in v manj kot 48 urah si ga je ogledalo sedem milijonov ljudi. Videospot sta kanala MTV in Fuse TV označila za najboljši videospot leta 2008. Leta 2009 je bil nagrajen z nagrado NRJ Music Awards v kategoriji za »videospot leta«. Leta 2009 so videospot nominirali tudi za dve nagradi MTV Video Music Awards, in sicer v kategorijah za »videospot leta«, ki ga je nazadnje dobil videospot za Beyoncino pesem »Single Ladies« ter za »najboljši pop videospot«, ki ga je tudi dobila.

## Nastopi v živo
S pesmijo je Britney Spears prvič nastopila 27. novembra 2008 v Nemčiji na podelitvi nagrad Bambi Awards. Med nastopom je nosila kratke hlače, mrežaste nogavice in črn klobuk. Nastop so primerjali s prvo točko z Madonnine turneje Sticky & Sweet Tour (2008 - 2009). Britney Spears je Karlu Lagerfeldu podelila nagrado v kategoriji za »najboljšo mednarodno zvezdo«. Ob priložnosti je Karl Lagerfeld dejal: »Občudujem te ... ne samo zaradi tvoje glasbe, temveč tudi zaradi tvoje energije. Ne vračaš se kot feniks, temveč kot ptica iz raja.« Naslednjo noč je Britney Spears pesem »Womanizer« izvedla v oddaji Star Academy. Koreografija je bila podobna prejšnjemu nastopu, vendar je bila med nastopom oblečena v rdečo obleko brez naramnic. 30. novembra 2008 je Britney Spears pesem izvedla v oddaji The X Factor. Nastop si je ogledalo več kot trinajst milijonov Britancev, s čimer je postala najbolje gledana epizoda v zgodovini oddaje. 2. decembra 2008 je pesem »Womanizer« skupaj s pesmijo »Circus« izvedla v oddaji Good Morning America. 15. decembra 2008 je s pesmijo nastopila v japonski oddaji Hey! Hey! Hey! Music Champ. Naslednjega dne je s pesmijo nastopila na podelitvi nagrad NTV Best Artist 2008, oblečena v črno-zlat nedrček, kratke hlače in bel klobuk. Na licu je imela umeten tatu v obliki srca.
S pesmijo je nastopila tudi na turneji The Circus Starring Britney Spears (2009), kjer je vsak koncert otvorila z nastopom s to pesmijo. Po video uvodu z njenimi videospoti, ki so se končali z videospotom za pesem »Break the Ice«, se je na odru pojavila Britney Spears, oblečena v policijsko uniformo, ki sta jo oblikovala Dean in Dan Caten, črna sončna očala ter klobuk z njenim logotipom, nosila pa je tudi lisice. Njene ženske spremljevalne plesalke so nosile policijske uniforme, moški pa so igrali kriminalce. Med nastopom je plesala in se spogledovala z moškimi spremljevalnimi plesalci. Na koncu se je vrnila na glavni oder, njeni spremljevalni plesalci so jo obkrožili in na njih se je usul slap bleščic. Zahvalila se je občinstvu, nato pa se je priklonila na vse strani arene. Pričela se je predvajati inštrumentalna različica pesmi »Circus« in zapustila je oder. Jane Stevenson iz revije Toronto Sun je nastop pohvalila, saj naj bi bila najbolj izstopajoča točka koncerta.
Pesem »Womanizer« je Britney Spears izvedla na turneji Femme Fatale Tour (2011) kot četrto pesem koncerta. Po nastopu s pesmijo »I Wanna Go«, ki je vključeval ples z občinstvom, so pevko obkrožili njeni spremljevalni plesalci, oblečeni v policiste in pričeli so izvajati pesem »Womanizer«. Shirley Halperin iz revije The Hollywood Reporter je napisala, da »točke z zmernim tempom [...] minijo hitro, hitrejše točke, kot so 'Womanizer,' 'I Wanna Go' in 'Toxic' pa so občinstvo pripravile do tega, da so skakali in dvigovali roke v zrak.« Ed Masley iz revije The Arizona Republic je nastopa s pesmima »I Wanna Go« in »Womanizer« opisal kot »dve zmagoslavni točki z veličastnim dance popom.« Keith Caufireld iz revije Billboard je napisal, da je bil nastop opisal kot »nekoliko manj primeren za nadaljevanje nastopa s pesmijo 'I Wanna Go.'«

## Ostale različice
Lastno različico pesmi »Womanizer« je posnelo mnogo glasbenikov v različnih glasbenih zvrsteh. Clark Collis iz revije Entertainment Weekly je razložil, da »so lastno različico pesmi z navdušenjem posneli samo izvajalci, ki želijo posneti svojo verzijo Radioheadove pesmi 'Creep' z lastno podobo.« 8. decembra 2008 je novozelandska pevka Ladyhawke pesem izvedla v oddaji kanala BBC Radio 1, Live Lounge. Pesem je na kanalu Yahoo! Music v oddaji Pepsi Smash decembra 2008 izvedla ameriška glasbena skupina The All-American Rejects. Nastopili so z akustično verzijo pesmi, kjer je bil velik poudarek na tolkalih. Njihova verzija pesmi je vključevala tudi elemente pesmi glasbene skupine The Turtles, »Happy Together«. Britanska pevka Lily Allen je posnela lastno verzijo pesmi, saj »preprosto res obožujem Britney in obožujem njeno pesem«. Nick Levine iz revije Digital Spy je napisal, da bi njena verzija pesmi »lahko navdušila tudi tiste, ki jim original ni tako všeč.« Lily Allen je pesem izvedla na svoji turneji leta 2009. Francoski pevec Sliimy je posnel bolj »indie različico« pesmi. Kasneje je bil eden izmed spremljevalnih glasbenikov na pariških koncertih turneje The Circus Starring Britney Spears.
13. januarja 2009 je angleška pevka Ana Silvera lastno verzijo zapela na enem izmed svojih koncertov v Londonu. 6. aprila tistega leta je škotska glasbena skupina Franz Ferdinand lastno verzijo pesmi izvedla v oddaji kanala BBC Radio 1, Live Lounge. Glavni pevec skupine, Alex Kapranos, je povedal: »Je najboljša pesem, kar so jih izdali v zadnjih nekaj mesecih.« Kasneje so pesem redno izvajali med ameriško turnejo leta 2009. Pesem je izvedla tudi britanska glasbena skupina Girls Aloud na svoji turneji Out of Control Tour, ki se je pričela 24. aprila 2009. Svojo verzijo pesmi so leta 2009 izdale na svojem albumu Out of Control: Live from the O2. Pesem »Womanizer« je izvedla tudi glasbena skupina Fall Out Boy in še mnogi drugi. »Weird Al« Yankovic je posnel različico pesmi z elementi polke za svoj album Alpocalypse. Pesem je postala ena izmed največjih uspešnic Britney Spears in naj bi navdihnila pesmi, kot so »Goodbye« Kristinie DeBarge in »Crazy Possessive« Kacija Battaglie, ki, kot je napisal Ben Norman s spletne strani About.com, »občudujoče sledita trendu strastno jeznega glasbenika in razkrivata elektronski ritem. Ta zvok v teh letih v Veliki Britaniji ni bil tako redek: Goldfrapp; Rachel Stevens,— ta pesem pa predstavlja pomembno točko v karieri gdč. Spears, zaradi česar je bilo težko ignorirati potencialen singl, s katerim bodo tudi drugi glasbeniki poskušali zadovoljiti svoje oboževalce.«

## Seznam verzij
| - Digitalno 1. »Womanizer« — 3:43 - CD s singlom 1 (avstralski CD A/evropski CD) 1. »Womanizer« — 3:43 2. »Womanizer« (inštrumentalno) — 3:43 - CD s singlom 2 (avstralski CD B/evropski maksi CD/korejski CD) 1. »Womanizer« — 3:43 2. »Womanizer« (Kaskadeov remix) — 5:31 3. »Womanizer« (Juniorjev elektronski remix) — 8:47 4. »Womanizer« (inštrumentalno) — 3:43 5. »Womanizer« (videospot) - Digitalni EP — Remixi 1. »Womanizer« (Kaskadeov remix) — 5:31 2. »Womanizer« (razširjeni remix Bennyja Benassija) — 6:16 3. »Womanizer« (Juniorjev elektronski remix) — 8:47 4. »Womanizer« (klubski remix Jasona Nevinsa) — 7:31 5. »Womanizer« (Tonalov razširjeni remix) — 5:29 | - Promocijski CD z remixi 1. »Womanizer« (Juniorjev elektronski remix) — 8:47 2. »Womanizer« (Kaskadeov remix) — 5:31 3. »Womanizer« (digitalni klubski remix) — 6:26 4. »Womanizer« (digitalni remix) — 6:09 5. »Womanizer« (digitalni radijski remix) — 3:15 6. »Womanizer« (Sodaboysov remix) — 3:57 7. »Womanizer« (glavna različica) — 3:43 - Dodatek k albumu The Singles Collection 1. »Womanizer« — 3:43 2. »Womanizer« (Kaskadeov remix) — 5:31 |

| Lestvica (2008)                                   | Dosežek |
| ------------------------------------------------- | ------- |
| Avstralija (ARIA)                                 | 5       |
| Avstrija (Ö3 Austria Top 75)                      | 4       |
| Belgija (Flandrija; Ultratop 50)                  | 1       |
| Belgija (Valonija; Ultratop 40)                   | 2       |
| Kanada (Canadian Hot 100)                         | 1       |
| Češka (IFPI - Češka)                              | 6       |
| Danska (Tracklisten)                              | 1       |
| Evropa (European Hot 100)                         | 1       |
| Finska (Suomen virallinen lista)                  | 1       |
| Francija (SNEP)                                   | 1       |
| Francija (SNEP - digitalno)                       | 1       |
| Nemčija (Media Control Charts)                    | 4       |
| Madžarska (Mahazs)                                | 2       |
| Irska (IRMA)                                      | 2       |
| Italija (FIMI)                                    | 7       |
| Japonska (Oricon)                                 | 7       |
| Nizozemska (Dutch Top 100)                        | 8       |
| Nova Zelandija (RIANZ)                            | 9       |
| Norveška (VG-lista)                               | 1       |
| Rusija (Tophit Hot 100)                           | 4       |
| Španija (Canciones Top 50)                        | 8       |
| Švedska (Sverigetopplistan)                       | 1       |
| Švica (Media Control Charts)                      | 2       |
| Združeno kraljestvo (The Official Charts Company) | 3       |
| Združene države Amerike (Billboard Hot 100)       | 1       |
| Združene države Amerike (Billboard Club Play)     | 9       |
| Združene države Amerike (Billboard Pop Songs)     | 1       |

| Država              | Certifikacije |
| ------------------- | ------------- |
| Avstralija          | Platinasta    |
| Belgija             | Zlata         |
| Danska              | Platinasta    |
| Finska              | Zlata         |
| Nova Zelandija      | Zlata         |
| Švedska             | Zlata         |
| Združeno kraljestvo | Srebrna       |
| Italija             | Zlata         |

| Lestvica (2008)                             | Dosežek |
| ------------------------------------------- | ------- |
| Avstralija (ARIA)                           | 40      |
| Švedska (Sverigetopplistan)                 | 35      |
| Združeno kraljestvo (UK Singles Chart)      | 33      |
| Združene države Amerike (Billboard Hot 100) | 80      |
| Lestvica (2009)                             | Dosežek |
| Belgija (Flandrija; Ultratop 50)            | 33      |
| Belgija (Valonija; Ultratop 40)             | 21      |
| Kanada (Canadian Hot 100)                   | 36      |
| Evropa (European Hot 100 Singles)           | 7       |
| Nemčija (Media Control Charts)              | 100     |
| Francija (SNEP)                             | 22      |
| Švica (Media Control Charts)                | 57      |
| Združeno kraljestvo (UK Singles Chart)      | 118     |
| Združene države Amerike (Billboard Hot 100) | 39      |

### Ostali pomembnejši dosežki
| Vrstni red nasledstva                                                        | Vrstni red nasledstva                                                          | Vrstni red nasledstva                                        |
| ---------------------------------------------------------------------------- | ------------------------------------------------------------------------------ | ------------------------------------------------------------ |
| Predhodnik: »Nu När Du Gått« od Lene Philipsson & Orupa                      | Prvo mesto na švedski glasbeni lestvici 16. oktober 2008 - 24. oktober 2008    | Naslednik: »A Million Candles Burning« od Martina Stenmarcka |
| Predhodnik: »Live Your Life« od T.I.-ja skupaj z Rihanno                     | Prvo mesto na ameriški glasbeni lestvici (Billboard Hot 100) 25. oktober 2008  | Naslednik: »Whatever You Like« od T.I.-ja                    |
| Predhodnik: »So What« od Pink                                                | Prvo mesto na kanadski glasbeni lestvici 25. oktober 2008 - 22. november 2008  | Naslednik: »Hot n Cold« od Katy Perry                        |
| Predhodnik: »Disturbia« od Rihanne                                           | Prvo mesto na turški glasbeni lestvici 26. oktober 2008 - 22. december 2008    | Naslednik: »Hot n Cold« od Katy Perry                        |
| Predhodnik: »Kommer Igen« od Nika & Jayja                                    | Prvo mesto na danski 6. november 2008                                          | Naslednik: »Hot n Cold« od Katy Perry                        |
| Predhodnik: »If I Were a Boy« od Beyoncé                                     | Prvo mesto na evropski glasbeni lestvici 20. december 2008 - 27. december 2008 | Naslednik: »Hot n Cold« od Katy Perry                        |
| Predhodnik: »Just Dance« od Lady GaGa & Colbyja O'Donisa                     | Prvo mesto na avstralski glasbeni lestvici 3. november 2008                    | Naslednik: #Poker Face od Lady GaGa                          |
| Predhodnik: »Vanguard Of The New World« od Kinetik Controla                  | Prvo mesto na finski glasbeni lestvici 3. december 2008                        | Naslednik: #Poker Face od Lady GaGa                          |
| Predhodnik: »Human« od The Killers                                           | Prvo mesto na norveški glasbeni lestvici 21. oktober 2008                      | Naslednik: »If I Were a Boy« od Beyoncé                      |
| Predhodnik: »Ah... Si tu pouvais fermer ta gueule...« od Patricka Sébastiena | Prvo mesto na francoski glasbeni lestvici 16. december 2008 - 14. januar 2008  | Naslednik: »Tatoue-moi« od Mikelangela Locontea              |
| Predhodnik: »Infinity 2008« od Guru Josh Projecta                            | Prvo mesto na belgijski (flandrski) glasbeni lestvici 20. december 2008        | Naslednik: »Home« od Toma Helsena & Geike Arnaert            |

## Zgodovina izidov
| Regija                  | Datum              |
| ----------------------- | ------------------ |
| Po svetu                | 26. september 2008 |
| Evropa                  | 3. oktober 2008    |
| Nova Zelandija          | 6. oktober 2008    |
| Združene države Amerike | 7. oktober 2008    |
| Avstralija              | 7. oktober 2008    |
| Velika Britanija        | 2. november 2008   |
| Nemčija                 | 14. november 2008  |
| Francija                | 5. december 2008   |